# Жамбил (Карасайський район)
Жамби́л (каз. Жамбыл) — село у складі Карасайського району Алматинської області Казахстану. Входить до складу Жамбильського сільського округу.
У радянські часи село називалось Джамбул.
Населення — 6262 особи (2021; 2504 у 2009, 1833 у 1999, 1356 у 1989).